# Distretto di Sanbu
Il distretto di Sanbu (山武郡, Sanbu-gun?) è uno dei distretti della prefettura di Chiba, in Giappone.
Attualmente fanno parte del distretto i comuni di Kujūkuri, Ōamishirasato, Shibayama e Yokoshibahikari.
| Controllo di autorità | VIAF (EN) 257267619 · NDL (EN, JA) 00635781 |